# Fascino superficiale
Il fascino superficiale è la tendenza sociale di dire o fare cose che sono ben accolte dagli altri ma non pienamente condivisibili, il tutto con capacità verbali fluide e facili descritte come ipocrisia, fascino, eloquenza e loquacità. È fortemente correlato al disturbo antisociale di personalità.
In genere, è un modo efficace per ingraziarsi o persuadere, ed è uno dei tanti elementi dell'impression management. Appare spesso negli elenchi di tratti di personalità psicopatica, come nel libro "The Mask of Sanity" di Hervey Cleckley e la "Hare Psychopathy Checklist" di Robert D. Hare.
Il fascino superficiale può essere sfruttatore. L'adulazione e il carisma accompagnati da secondi fini non sono generalmente apprezzati socialmente e la maggior parte delle persone si considera in grado di distinguere i complimenti sinceri da quelli superficiali; tuttavia, i ricercatori hanno dimostrato che il fascino manipolativo può essere efficace. Mentre gli atteggiamenti espressi sono negativi o sprezzanti, gli atteggiamenti impliciti sono spesso influenzati positivamente. L'efficacia del fascino e dell'adulazione, in generale, deriva dal desiderio naturale del destinatario di sentirsi bene con sé stesso.
Una persona con questo tratto di personalità è solitamente descritta da coloro che la circondano come un conversatore interessante, dotato di risposte rapide e brillanti e capace di raccontare storie che non sono necessariamente plausibili in base a ciò che si sa su di lui, ma sono molto convincenti, il che lo mette in buona luce agli occhi del pubblico. Un altro aspetto del tratto è la loquacità. Gli psicopatici spesso parlano velocemente, ad alta voce e interrompono la conversazione con discorsi lunghi, incoerenti e sconclusionati che gli ascoltatori possono avere difficoltà a seguire ed elaborare in tempo reale. Pertanto, in una prima impressione, una persona con questo tratto della personalità viene solitamente descritta come un conversatore divertente, come una persona "scivolosa" e furba, e con l'aiuto del suo comportamento unico riesce a farsi credere dalle persone e persino a farle piacere.